# Ralston (Scozia)
Ralston (Baile Raghnaill in lingua gaelica scozzese) è una località della Scozia, situata nell'area di consiglio di Renfrewshire.